# 香川県立土庄高等学校
香川県立土庄高等学校（かがわけんりつ とのしょうこうとうがっこう）は、香川県小豆郡土庄町甲にあった公立高等学校。略称は「土高（どこう）」。日本の高校で唯一、校舎とグラウンドの間に海峡（土渕海峡）がある。2017年4月1日に香川県立小豆島高等学校と統合して「香川県立小豆島中央高等学校」となり2017年3月31日をもって閉校した。

## 概要
香川県立小豆島高等学校と並んで、小豆郡（小豆島）内に2校ある高校のうちの1校で、通学者は土庄町と旧池田町（小豆島町の西側部分）在住者が殆どを占める。2000年4月1日より商業科が廃止され、総合選択制となる。
2017年春に小豆島高校と統合し「小豆島中央高校」となる。

## 設置学科
- 全日制課程　普通科
- 定時制課程　普通科

## 沿革
- 1929年（昭和4年） - 香川県土庄商業学校を開校。
- 1948年（昭和23年） - 学制改革に伴い香川県立土庄高等学校を設置。定時制課程併置
- 1998年（平成10年） - 新グラウンド竣工。
- 1999年（平成11年） - 3号館屋上防水工事竣工。
- 2000年（平成12年） - 普通科のみの総合選択制となり商業科は募集停止。
- 2002年（平成14年） - 新校舎（東館）竣工。
- 2017年（平成29年） - 香川県立小豆島高等学校と統合して香川県立小豆島中央高等学校となる。

## 部活動
部活動は部、クラブ、同好会等に分かれ、全員参加ではないが、多くの生徒が所属している。ユニークな物には、地元の名物の醤油の樽を利用した樽太鼓を演奏する誠心樽太鼓部（通称太鼓クラブ）がある。

### 運動部
- 野球部
- 卓球部
- テニス部
- バレーボール部
- 陸上競技部
- 柔道部
- 剣道部
- サッカー部
- バドミントン部

### 文化部
- 新聞部
- 放送部
- 理研部
- 美術部
- 書道部
- 文芸部
- 茶道部
- 吹奏楽部
- コンピュータクラブ
- ESS同好会
- 太鼓クラブ

## 学校行事
毎年4月下旬～5月上旬に体育祭、9月上旬に文化祭が、学期の終り（期末テスト終了日の翌日）にクラスマッチが行われる。共に委員、部、生徒会が中心となり生徒が中心となって運営を行う。
どの行事も大変な盛り上がりを見せる。

## 著名な卒業生
- 石床幹雄（元阪神タイガース投手、第1回ドラフト会議1位指名）
- 土井池憲治（元アマチュア野球投手、石床と2本柱の投手）
- 山口喜久一郎（テレビ西日本アナウンサー）
- 安岐真人（競艇選手）
- 三木佑二郎（コンバットマーチ作曲者。元土庄町町長 [2][3]）
- 佐竹功年（社会人野球・トヨタ自動車硬式野球部投手）
- 山本崇一朗（マンガ家[4]）